# Columella microspora
Columella microspora is een slakkensoort uit de familie van de Truncatellinidae. De wetenschappelijke naam van de soort is voor het eerst geldig gepubliceerd in 1852 door R.T. Lowe.